# Federación de Fútbol de Afganistán
Después de la Primera Guerra Mundial, el fútbol ingresó a Afganistán de la mano de los soldados ingleses que invadieron el país en 1919. Existen registros que señalan que se comenzó a practicar el fútbol en Afganistán desde 1922, fundándose la Federación de Fútbol de Afganistán. En su primer período, el fútbol en Afganistán tenía una escasa popularidad, y solo logró cierta regularidad en algunas universidades, siendo los equipos más destacados el "Kabul University Club", el "Atefaq Club" y el "Amo Club".
A nivel de selecciones participó de la primera fase eliminatoria de los Juegos Olímpicos de Londres 1948, siendo eliminado por la selección Luxemburgo, luego de caer por 6 a 0. Desde 1948 Afganistán está afiliado a la FIFA y desde 1954 a la AFC
En la actualidad, luego de la caída del Régimen Talibán, el fútbol afgano ha experimentado un renovado auge. Se han desarrollado partidos entre combinados locales y miembros de las Fuerzas Internacionales de ocupación, especialmente británicos. Participando, además, en las eliminatorias del Mundial de Alemania 2006 y en el Mundial de Sudáfrica 2010.
El lunes 13 de enero de 2014, durante la entrega del Balón de Oro, la Federación de Fútbol de Afganistán recibe el premio Fair Play.

## Liga de Afganistán
Depende de la Federación de Fútbol Afgana y se creó en 2006.
- Liga de Fútbol de Afganistán